# Drukarnia Concordia
Drukarnia Concordia – budynek dawnej drukarni Posener Buchdruckerei und Verlagsanstalt, która drukowała m.in. gazetę Posener Tageblatt.

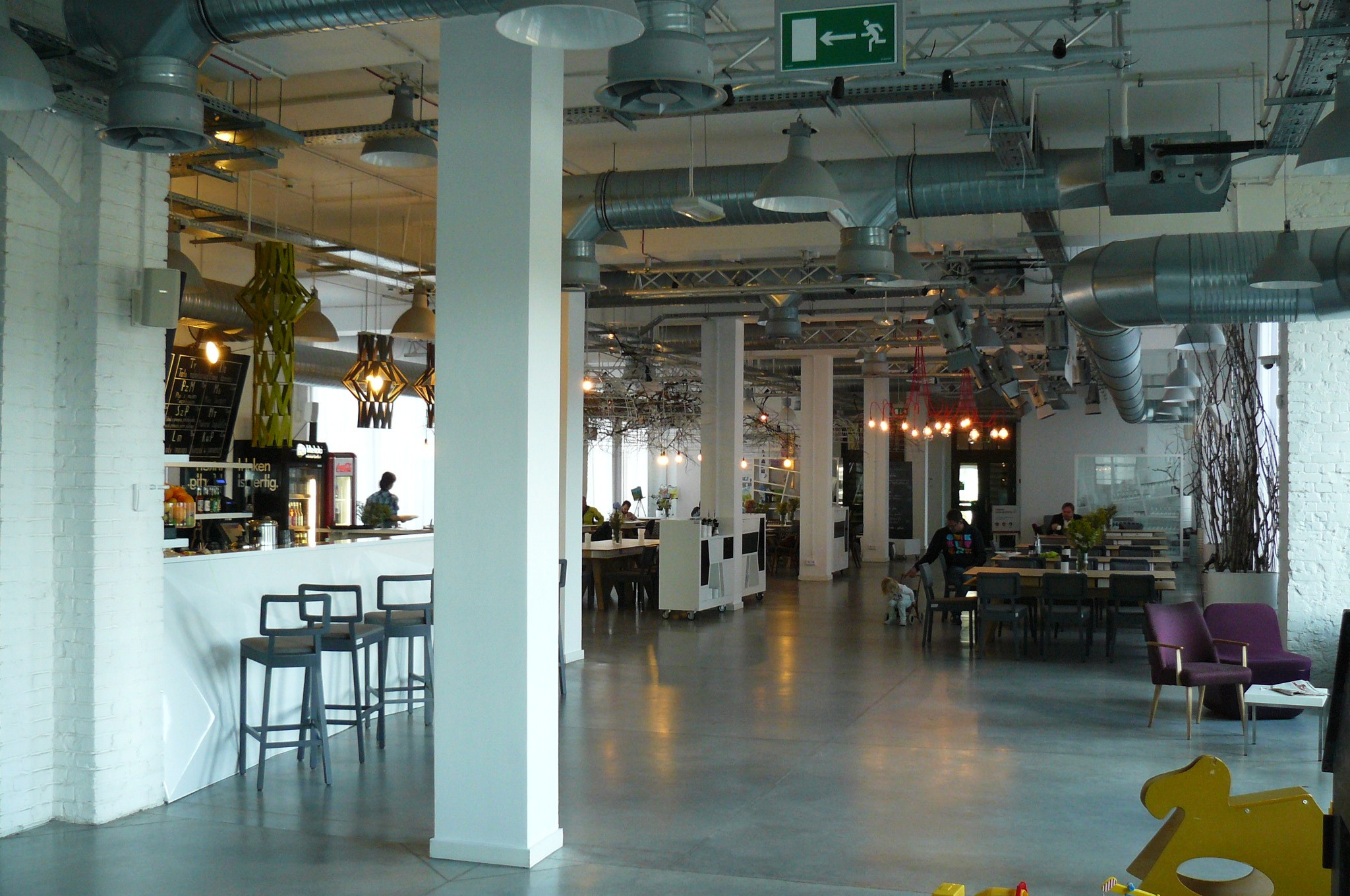
Wnętrza

Obiekt zlokalizowany jest w dzielnicy Jeżyce w Poznaniu, przy Rondzie Kaponiera, obecnie w sąsiedztwie hotelu Sheraton i akademika Jowita (Akumulatory). W pobliżu znajdują się także tereny MTP, hotel Mercure i Wieżowiec Zjednoczenia Przemysłu Ceramiki Budowlanej.
Drukarnię wzniesiono w 1910. Jest dwukondygnacyjna, zbudowana z wielobarwnej cegły klinkierowej, we wnętrzach bogato zdobiona, m.in. płytkami z secesyjnymi detalami. Posiada cechy renesansu północnego. Według Magdaleny Mrugalskiej-Banaszak, obiekt ten wyraźnie odcinał się od typowego dla Poznania przełomu wieków, nurtu ceglanej architektury przemysłowej. Bogate zdobienie i wysokiej jakości materiały wykończeniowe sytuowały go wręcz w nurcie architektury rezydencjonalnej. W okresie PRL dobudowanych zostało kilka nieestetycznych przybudówek.
Od 2008 roku właścicielem budynku Concordii jest spółka Pro Design, która zamierzała uruchomić tu Wielkopolskie Centrum Designu (powierzchnie biurowe, park technologiczny, laboratorium, centrum szkoleniowo-doradcze i sale konferencyjne). Latem 2010 rozpoczął się remont generalny budynku połączony z wymianą dachu i okien, podczas którego odkryto freski na klatce schodowej. Wcześniej odbywały się tutaj wystawy o dużym znaczeniu dla miasta. 
Otwarcie Concordia Design, pierwszego w Polsce centrum designu i kreatywności, nastąpiło w listopadzie 2011. W 2023 restauracja "Concordia Taste" znalazła się w zestawieniu 35. najlepszych europejskich restauracji czasopisma "The Guardian".